# Migliori realizzatori NCAA della Division I
Nella Division I della National Collegiate Athletic Association (NCAA), la carriera di un giocatore è lunga al massimo quattro stagioni, quindi è considerato un risultato notevole superare quota 1.000 punti nell'esperienza universitaria. In casi ancora più rari, alcuni giocatori hanno raggiunto quota 2.000 e 3000 punti (mentre nessun giocatore ha mai segnato 4.000 o più punti alla Divisione I).
I primi 25 con i più alti punteggi nella storia del basket maschile NCAA Division I sono elencati di seguito.
| ^ | Giocatori attivi in NCAA Division I                  |
|   | Eletti nel Naismith Memorial Basketball Hall of Fame |

## Classifica dei migliori realizzatori
| Giocatore         | Pos. | Squadra                                | Inizio Carriera | Fine Carriera | Partite giocate | Tiri da 2 realizzati | Tiri da 3 realizzati | Tiri liberi realizzati | Punti |
| ----------------- | ---- | -------------------------------------- | --------------- | ------------- | --------------- | -------------------- | -------------------- | ---------------------- | ----- |
| Pete Maravich     | G    | LSU                                    | 1967            | 1970          | 83              | 1,387                | —                    | 893                    | 3,667 |
| Freeman Williams  | A/G  | Portland State                         | 1974            | 1978          | 106             | 1,369                | —                    | 511                    | 3,249 |
| Lionel Simmons    | A    | La Salle                               | 1986            | 1990          | 131             | 1,244                | 56                   | 673                    | 3,217 |
| Alphonso Ford     | G    | Mississippi Valley State               | 1989            | 1993          | 109             | 1,121                | 333                  | 590                    | 3,165 |
| Doug McDermott    | A    | Creighton                              | 2010            | 2014          | 145             | 1,141                | 274                  | 594                    | 3,150 |
| Chris Clemons^    | G    | Campbell                               | 2015            | presente      | 127             | 997                  | 434                  | 708                    | 3,136 |
| Harry Kelly       | A    | Texas Southern                         | 1979            | 1983          | 110             | 1,234                | —                    | 598                    | 3,066 |
| Keydren Clark     | G    | Saint Peter's                          | 2002            | 2006          | 118             | 967                  | 435                  | 689                    | 3,058 |
| Mike Daum^        | A    | South Dakota State                     | 2015            | presente      | 135             | 989                  | 268                  | 780                    | 3,026 |
| Hersey Hawkins    | G    | Bradley                                | 1984            | 1988          | 125             | 1,100                | 118                  | 690                    | 3,008 |
| Oscar Robertson   | G    | Cincinnati                             | 1957            | 1960          | 88              | 1,052                | —                    | 869                    | 2,973 |
| Danny Manning     | A    | Kansas                                 | 1984            | 1988          | 147             | 1,216                | 10                   | 509                    | 2,951 |
| Alfredrick Hughes | G    | Loyola (IL)                            | 1981            | 1985          | 120             | 1,226                | —                    | 462                    | 2,914 |
| Elvin Hayes       | C/A  | Houston                                | 1965            | 1968          | 93              | 1,215                | —                    | 454                    | 2,884 |
| Tyler Hansbrough  | A    | North Carolina                         | 2005            | 2009          | 142             | 939                  | 12                   | 982                    | 2,872 |
| Larry Bird        | A    | Indiana State                          | 1976            | 1979          | 94              | 1,154                | —                    | 542                    | 2,850 |
| Otis Birdsong     | G    | Houston                                | 1973            | 1977          | 116             | 1,176                | —                    | 480                    | 2,832 |
| Kevin Bradshaw    | G    | Bethune-Cookman / U.S. International   | 1987            | 1991          | 111             | 1,027                | 132                  | 618                    | 2,804 |
| Allan Houston     | G/A  | Tennessee                              | 1989            | 1993          | 128             | 902                  | 346                  | 651                    | 2,801 |
| J. J. Redick      | G    | Duke                                   | 2002            | 2006          | 139             | 825                  | 457                  | 662                    | 2,769 |
| Hank Gathers      | A/C  | Southern California / Loyola Marymount | 1985            | 1990          | 117             | 1,127                | 0                    | 469                    | 2,723 |
| Tyler Haws        | G    | BYU                                    | 2009            | 2015[n 1]     | 139             | 917                  | 162                  | 724                    | 2,720 |
| Reggie Lewis      | A    | Northeastern                           | 1983            | 1987          | 122             | 1,043                | 30                   | 592                    | 2,709 |
| Daren Queenan     | G/A  | Lehigh                                 | 1984            | 1988          | 118             | 1,024                | 29                   | 626                    | 2,703 |
| Byron Larkin      | G    | Xavier                                 | 1984            | 1988          | 121             | 1,022                | 51                   | 601                    | 2,696 |

## Migliori realizzatori per conference
| Conference        | Anno di fondazione | Anno di scioglimento | Giocatore         | Scuola                   | Inizio Carriera | Fine Carriera | Punti      |
| ----------------- | ------------------ | -------------------- | ----------------- | ------------------------ | --------------- | ------------- | ---------- |
| America East      | 1979               | —                    | Reggie Lewis      | Northeastern             | 1983            | 1987          | 2,709      |
| American Athletic | 2013               | —                    | Rob Gray          | Houston                  | 2015            | 2018          | 1,710      |
| American South    | 1987               | 1991                 | Kevin Brooks      | Southwestern Louisiana   | 1987            | 1991          | 2,294      |
| Atlantic 10       | 1976               | —                    | Mark Macon        | Temple                   | 1987            | 1991          | 2,609      |
| ACC               | 1953               | —                    | Tyler Hansbrough  | North Carolina           | 2005            | 2009          | 2,872      |
| Atlantic Sun      | 1978               | —                    | Willie Jackson    | Centenary                | 1980            | 1984          | 2,535      |
| Big 12            | 1996               | —                    | Buddy Hield       | Oklahoma                 | 2012            | 2016          | 2,291      |
| Big East          | 1979[n 2]          | —                    | Troy Bell         | Boston College           | 1999            | 2003          | 2,632      |
| Big Eight         | 1907               | 1996                 | Danny Manning     | Kansas                   | 1984            | 1988          | 2,951      |
| Big Sky           | 1963               | —                    | Tyler Hall^       | Montana State            | 2015            | presente      | 2,398      |
| Big South         | 1983               | —                    | Chris Clemons^    | Campbell                 | 2015            | presente      | 3,136      |
| Big Ten           | 1896               | —                    | Calbert Cheaney   | Indiana                  | 1990            | 1993          | 2,613      |
| Big West          | 1969               | —                    | Lucious Harris    | Long Beach State         | 1989            | 1993          | 2,312      |
| CAA               | 1982               | —                    | David Robinson    | Navy                     | 1983            | 1987          | 2,669      |
| C-USA             | 1995               | —                    | Jon Elmore^       | Marshall                 | 2015            | presente      | 2,469      |
| East Coast        | 1958               | 1994                 | Daren Queenan     | Lehigh                   | 1984            | 1988          | 2,703      |
| Great Midwest     | 1990               | 1995                 | Erwin Claggett    | Saint Louis              | 1991            | 1995          | 1,910      |
| Great West        | 2004               | 2013                 | Chris Flores      | NJIT                     | 2009            | 2013          | 1,726      |
| Horizon           | 1979               | —                    | Alfredrick Hughes | Loyola (IL)              | 1981            | 1985          | 2,914      |
| Ivy               | 1901               | —                    | Bill Bradley      | Princeton                | 1962            | 1965          | 2,503      |
| MAAC              | 1980               | —                    | Lionel Simmons    | La Salle                 | 1986            | 1990          | 3,217      |
| Metro             | 1975               | 1995                 | Bimbo Coles       | Virginia Tech            | 1986            | 1990          | 2,484      |
| MAC               | 1946               | —                    | Bonzi Wells       | Ball State               | 1994            | 1998          | 2,485      |
| MEAC              | 1970               | —                    | Tom Davis         | Delaware State           | 1987            | 1991          | 2,275      |
| Missouri Valley   | 1907               | —                    | Hersey Hawkins    | Bradley                  | 1984            | 1988          | 3,008      |
| Mountain West     | 1999               | —                    | Jimmer Fredette   | BYU                      | 2007            | 2011          | 2,599      |
| NEC               | 1981               | —                    | Terrance Bailey   | Wagner                   | 1983            | 1987          | 2,591      |
| OVC               | 1948               | —                    | Henry Domercant   | Eastern Illinois         | 1999            | 2003          | 2,602      |
| Pac-12            | 1959               | —                    | Don MacLean       | UCLA                     | 1988            | 1992          | 2,608      |
| Patriot           | 1986               | —                    | C. J. McCollum    | Lehigh                   | 2009            | 2013          | 2,361      |
| SEC               | 1933               | —                    | Pete Maravich     | LSU                      | 1967            | 1970          | 3,667      |
| Southern          | 1921               | —                    | Stephen Curry     | Davidson                 | 2006            | 2009          | 2,635      |
| Southland         | 1963               | —                    | Joe Dumars        | McNeese State            | 1981            | 1985          | 2,607      |
| Summit            | 1982               | —                    | Mike Daum^        | South Dakota State       | 2015            | presente      | 3,026      |
| Sun Belt          | 1976               | —                    | Bo McCalebb       | New Orleans              | 2003            | 2008          | 2,679      |
| Southwest         | 1914               | 1996                 | Terrence Rencher  | Texas                    | 1991            | 1995          | 2,306      |
| SWAC              | 1920               | —                    | Alphonso Ford     | Mississippi Valley State | 1989            | 1993          | 3,165      |
| West Coast        | 1952               | —                    | Hank Gathers      | Loyola Marymount         | 1987            | 1990          | 2,490[n 6] |
| WAC               | 1962               | —                    | Keith Van Horn    | Utah                     | 1993            | 1997          | 2,542      |